# AZ (voetbalclub)
AZ is een Nederlandse profvoetbalclub uit Alkmaar en de Zaanstreek, Noord-Holland en speelt zijn thuiswedstrijden in het AFAS Stadion te Alkmaar. AZ, een afkorting voor Alkmaar Zaanstreek-combinatie, ontstond in 1967 als AZ’67 uit een fusie tussen Alkmaar '54 en FC Zaanstreek. Het woord combinatie in de naam liet men eind jaren zestig vrijwel direct varen en ook de toevoeging ’67 is sinds half 1986 uit de naam verdwenen. Net als tussen juli 1976 en juni 1982 hoort de club sinds seizoen 2004/05 opnieuw bij de (sub)top van Nederland. Sinds 1998 speelt de tweevoudig landskampioen onafgebroken in de Eredivisie. Op de UEFA-ranglijst van beste clubs in Europa stond AZ op 25 april 2023 op de 37e plaats met een totaal van 47.500 punten. De club staat bekend om de sterke jeugdopleiding, in het seizoen 2022/2023 werd door AZ als eerste Nederlandse club de UEFA Youth League gewonnen.

## Geschiedenis

### De fusie (1954-1972)
AZ is ontstaan uit een fusie van de twee Noord-Hollandse profclubs Alkmaar '54 en FC Zaanstreek. Alkmaar '54 werd als profvoetbalclub in 1954 opgericht om in de NBVB, de zogenaamde wilde bond, aan het eerste profseizoen in het Nederlands voetbal te beginnen. FC Zaanstreek werd opgericht omdat KFC door zou gaan als amateurvereniging, na mislukte fusiebesprekingen van de proftakken van KFC en ZFC. FC Zaanstreek nam in 1964 de proflicentie van KFC over onder de bezielende leiding van de gebroeders Molenaar.
Beide clubs bleken bij de onderhandeling om de transfer van Wim de Jager van FC Zaanstreek naar Alkmaar '54 met financiële problemen te kampen. Om deze de baas te worden, besloten beide clubs in 1967 te fuseren tot AZ’67 (Alkmaar Zaanstreek-combinatie, plus jaartal). AZ zou in Alkmaar in stadion de Alkmaarderhout gaan spelen. Na een korte opleving na de oprichting bleek er al snel weer sprake van een naderend faillissement. Toen de gebroeders Molenaar met hun elektronicabedrijf Wastora in 1972 redding brachten, werd de opmars van de club in het Nederlands en zelfs het Europees voetballandschap ingezet.

### Eerste bloeiperiode (1974-1984, met name 1976-1982)
Deze opmars leidde in het seizoen 1976/77 tot het eerste tastbare succes met een derde plaats in de Eredivisie (met betere doelcijfers dan de 3 andere topclubs Ajax, PSV en Feyenoord), en daarmee de eerste Europese kwalificatie, onder leiding van trainer / manager Hans Kraay sr.. AZ zou in de 6 seizoenen 1976/77 tot en met 1981/82 altijd bij de eerste vier clubs eindigen in de eredivisie, met ieder seizoen doelsaldi tussen +34 en +71. AZ scoorde in 1976/77 en 1980/81 de meeste goals in de eredivisie (1976/77 AZ 75, Feyenoord 65; 1980/81 AZ 101, Ajax 88), in 1979/80 scoorden AZ en Ajax beiden de meeste goals in de eredivisie (AZ 77, Ajax 77). 2 Maal was AZ de tweede meest scorende club in de eredivisie (1977/78: Ajax 85, AZ 75; 1978/79: Ajax 93, AZ 84). Het seizoen 1977/78 werd opnieuw de derde plaats behaald en werd er beslag gelegd op de eerste hoofdprijs: de KNVB Beker 1977/78, onder leiding van manager Hans Kraay sr. en de trainers Jan Notermans en Cor van der Hart. Het was duidelijk dat AZ zich wilde gaan mengen in de strijd voor het landskampioenschap. Met sterkhouders als Ronald Spelbos en Hugo Hovenkamp, en met technisch goede en aanvallend ingestelde spelers als de 3 middenvelders en de drie aanvallers Peter Arntz, Jan Peters, Kristen Nygaard, Kurt Welzl, Kees Kist en Pier Tol en onder leiding van coach Georg Kessler en iets later ook zijn assistent Hans Eijkenbroek, werd vanaf het seizoen 1978/79 gewerkt aan de vurige droom van de gebroeders Molenaar, waarvan Cees enige jaren eerder aan leukemie was overleden. AZ'67 deed dan ook nauwelijks onder voor het toenmalige Ajax, met de middenvelders Frank Arnesen en Søren Lerby, en de aanvallers Tscheu La Ling, Ruud Geels, Ray Clarke, Geert Meijer en Simon Tahamata. AZ speelde zeker veel attractiever dan de toenmalige teams van PSV en Feyenoord. Eerst werd door AZ nog achtereenvolgens de vierde en tweede plaats behaald in 1978/79 en 1979/80, en in 1978/79 werd Kees Kist Europees topscorer met 34 goals. Maar in 1980/81 was het zover en werd het eerste landskampioenschap in de clubgeschiedenis gevierd. Onaantastbaar was AZ dat seizoen, met slechts één nederlaag in de Eredivisie en een doelsaldo van +71 (101-30), een finaleplaats in de UEFA Cup en winst in het toernooi om de KNVB Beker. Het seizoen 1981/82 werd nog een derde plaats bereikt en opnieuw de KNVB Beker gewonnen met de bijna voltallige kampioensselectie van het jaar ervoor, enige mutatie was de vervanging van rechterspits Kurt Welzl door zijn Oostenrijkse landgenoot Franz Oberacher. De sterren van AZ gingen echter hun gouden periode verzilveren met lucratieve transfers naar grotere competities medio 1982, alleen Peter Arntz en Pier Tol bleven over van het sterrenteam, Arntz werd de nieuwe aanvoerder. Ook trok Klaas Molenaar zich langzaam maar zeker terug uit de club, wegens de tegenvallende toeschouwersaantallen, ondanks de sportief zeer goede resultaten in de zes topseizoenen 1976/77 tot en met 1981/82 en met name in het seizoen 1980/81. Lag het toeschouwersgemiddelde in 1977 nog op 12.000 per thuiswedstrijd van AZ, in 1982 was dit nog maar 8.200 in deze economisch moeilijkere tijd het beerste trimester van de jaren 80. In 1980/81 draaide AZ 3 miljoen gulden verlies, in 1981/82 zou AZ ook ongeveer 3 miljoen gulden verlies maken, in totaal dus een verlies van 6 miljoen gulden in de twee jaar vanaf juli 1980 tot en met juni 1982. Naar de maatstaven van begin jaren 80 waren dit werkelijk gigantische bedragen (YouTube: NOS Journaal - AZ'67 moet bezuinigen 1982, Televisie Rewind, NOS Journaal 25 maart 1982). AZ moest een aantal spelers verkopen, en 20% bezuinigen op de salarissen van de blijvende spelers en alle overige medewerkers. In 1983/84 draaide AZ desondanks nog een verdienstelijk seizoen in de subtop van de eredivisie, met een zesde plaats en een doelsaldo van +14 als eindresultaat. Vanaf het seizoen 1984/85 ging het echter sportief snel bergafwaarts met de Alkmaarse club, en Klaas Molenaar trok zich nog meer terug uit AZ'67. Dit leidde in 1988 tot degradatie uit de Eredivisie (door de beruchte salonremise tussen PEC Zwolle '82 en FC Volendam) en uiteindelijk ook opnieuw tot financiële problemen.

### Tweede bloeiperiode (2004-2010)
Toen begin jaren 90 het water AZ echt aan de lippen stond, bracht Dirk Scheringa met het geld van zijn bedrijf Frisia (later DSB) redding. Langzaam maar zeker werd de opmars richting de Eredivisie en daarna naar de (sub)top ingezet door AZ. Met het kampioenschap van de Eerste divisie in 1996 en 1998 vestigde AZ zich uiteindelijk ‘blijvend’ in de Eredivisie. Sinds de komst van trainer Co Adriaanse in 2002 groeide AZ weer naar de subtop van Nederland met ambities naar meer. Dit werd bevestigd met de opening van het nieuwe stadion en de komst van toptrainer Louis van Gaal.
Na een halve-finaleplek in de UEFA Cup en een derde plaats in de eredivisie in 2005, en een tweede plaats in 2006, kon in 2007 deze nieuwe bloeiperiode verzilverd worden met een tastbare prijs: AZ stond zowel in de finale van de KNVB Beker als op de eerste plaats in de Eredivisie bij het ingaan van de laatste speelronde. Beide wedstrijden gingen echter verloren waardoor AZ in een topseizoen met lege handen bleef staan. Toch revancheerde AZ zich in 2009 toen met topspelers als Maarten Martens, Mounir El Hamdaoui, Mousa Dembélé en Stijn Schaars voor de tweede keer in de clubhistorie het landskampioenschap werd behaald.
In het najaar van 2009 ging hoofdsponsor DSB failliet, waardoor de financiële mogelijkheden behoorlijk afnamen. Financiële zorgen bedreigden zelfs het voortbestaan van de club. Maar de fundering van AZ die in de eerdere jaren gelegd was en tot succes had geleid, bleek stevig genoeg om deze klap op te vangen. Er werd tussen 2010 en 2013 zowel financieel als sportief een stapje teruggedaan en AZ zou niet meer structureel mee kunnen strijden om de landstitel, een vaste plek in de subtop van Nederland lag echter nog steeds binnen de mogelijkheden.

### Consolidatie als subtopper (2013 tot heden)
Met de winst van de KNVB Beker in het seizoen 2012/13 pakte AZ de eerste prijs in de clubhistorie zonder de hulp van een externe geldschieter die het eerder wel had met de gebroeders Molenaar van Wastora en Dirk Scheringa. In de finale werd PSV met 2-1 verslagen dankzij doelpunten van Adam Maher en Jozy Altidore.  Ook in 2014 verraste AZ met een plek bij de laatste 8 van de UEFA Europa League, de kwartfinale verloor AZ over twee wedstrijden van SL Benfica. AZ wist zich dat seizoen met Dick Advocaat als trainer echter voor het eerst in vijf seizoenen niet te plaatsen voor Europees voetbal. In de finale van de play-offs bleek FC Groningen te sterk. 

#### Periode onder Van den Brom
In het seizoen 2014/15 kwam Marco van Basten van concurrent sc Heerenveen over naar AZ om de nieuwe hoofdtrainer te worden, echter moest hij al snel een stap terug doen vanwege hartkloppingen. John van den Brom werd coach en onder zijn leiding behaalde AZ zijn beste resultaat sinds de landstitel in 2009 door op de derde plek te eindigen, op de laatste speeldag ging AZ door een 1-4 overwinning op Excelsior over Feyenoord heen. Door die hoge eindklassering raakte AZ in aanloop naar het seizoen 2015/16 veel basisspelers kwijt: aanvoerder Nemanja Gudelj ging naar Ajax en de aanvallers Steven Berghuis en Aron Jóhannsson vertrokken naar respectievelijk Watford en Werder Bremen. Dat leverde AZ veel geld op. Verdedigers Wesley Hoedt en Simon Poulsen verlieten AZ transfervrij. AZ moest een nieuw team bouwen. Dit ging echter moeizaam. AZ wist ondanks een knappe thuisoverwinning op Athletic Bilbao niet verder te komen dan de groepsfase in de Europa League. Pas na de winterstop kwamen de Alkmaarders op gang, mede door de aankoop van routinier Ron Vlaar. AZ leverde dat seizoen voor het eerst sinds 2009 de topscorer van de Eredivisie met Vincent Janssen die binnen een jaar bij AZ uitgroeide tot spits van Oranje. Mede door de doelpunten van Janssen eindigde AZ in 2016 op de 4e plaats. Janssen werd de duurste uitgaande transfer van AZ door voor €22.000.000,- te vertrekken naar Tottenham Hotspur. In het seizoen 2016/17 haalde AZ weer de Bekerfinale. Deze ging verloren tegen Vitesse. Ook de finale van de play-offs om Europees voetbal ging verloren, een 3-0 voorsprong tegen FC Utrecht werd verspeeld. In de Europa League overwinterde AZ door een 3-2 zege op Zenit Sint-Petersburg, maar AZ had geen schijn van kans tegen Olympique Lyon. Er werd zowel uit als thuis verloren. AZ werd in het seizoen 2017/18 weer derde in de Eredivisie en ook werd weer de finale van de KNVB Beker gehaald. Ook deze ging echter verloren. Met Alireza Jahanbakhsh leverde AZ weer een topscorer af. Na het seizoen 2018/19 waarin AZ op een 4e plek eindigde en zich Europees al in de voorronde verkeek op FC Kairat Almaty, vertrok trainer John van den Brom bij AZ na vijf seizoenen en werd hij opgevolgd door zijn toenmalige assistent Arne Slot.

#### Periode onder Slot
Onder Van den Brom was er al kennisgemaakt door de supporters van AZ met grote talenten die in 2017 nog de Tweede Divisie wonnen met Jong AZ. Die talenten, afkomstig uit de eigen jeugdopleiding, moesten ervoor zorgen dat AZ voor het eerst in lange tijd weer mee kon doen om de landstitel. Slot en AZ bleek een gouden duo. Ondanks het instorten van het dak in het eigen AFAS Stadion waardoor AZ een half jaar lang al zijn thuiswedstrijden in het Cars Jeans Stadion van ADO Den Haag moest spelen, overwinterde AZ in de Europa League en werd er zonder tegengoals gewonnen van onder andere de concurrenten Ajax, PSV, FC Utrecht en Feyenoord. Dit resulteerde in 2020 in een heuse nek-aan-nek titelrace met Ajax, net als 40 seizoenen eerder in het seizoen 1979/80. Door de uitbraak van de Coronapandemie werd het Eredivisieseizoen 2019/20 echter afgebroken en resteerde voor AZ ‘slechts’ kwalificatie voor de Champions League voorrondes, vanwege een slechter doelsaldo dan het in punten gelijkstaande Ajax. AZ zou in het seizoen 2020/21 proberen revanche te nemen op Ajax. Trainer Arne Slot werd echter ontslagen omdat hij achter de rug van de directie om in onderhandeling was met concurrent Feyenoord. De clubleiding van AZ besloot hem daardoor in december 2020 op staande voet te ontslaan. Dit had geen effect op de goede resultaten van AZ, tot op de laatste dag werd met zijn opvolger Pascal Jansen gestreden om kwalificatie voor de Champions League. Helaas voor de Alkmaarders haalde PSV 1 punt meer, waardoor AZ genoegen moest nemen met de Europa League. In de Europa League eerder dat seizoen had AZ een zware poule met SSC Napoli, Real Sociedad en HNK Rijeka net niet weten te overleven. Wel werd er in Stadio Diego Armando Maradona knap met 0-1 gewonnen dankzij een doelpunt van Dani de Wit.

#### Periode onder Pascal Jansen
In het seizoen 2020/21 bevestigde AZ de positie van subtopper door onder trainer Pascal Jansen te eindigen op de derde plaats achter Ajax en PSV, met onder andere uit en thuis overwinningen op PSV en Feyenoord. Na een eerste seizoen waarin na zijn aanstelling alleen Ajax meer punten wist te behalen tekende Pascal Jansen in Alkmaar een contract voor twee seizoenen. Na deze succesvolle seizoenen moest AZ weer afscheid nemen van dragende spelers, talenten als Myron Boadu, Calvin Stengs en Teun Koopmeiners werden allen door AZ van jongs af aan opgeleid en vertrokken voor hoge bedragen naar Europese topcompetities. Toch waren de verwachtingen voor het seizoen 2021/22 weer hooggespannen, echter moest AZ al vroeg in het seizoen een tik verwerken toen het in de Europa League werd uitgeschakeld door Celtic waarna AZ het moest doen met de UEFA Europa Conference League. Hierin werd in de poulefase eenvoudig ongeslagen groepswinst veiliggesteld maar bij de laatste 16 bleek de Noors kampioen FK Bodø/Glimt na verlenging te sterk. Na een 6-1 zege op Vitesse in de finale van de play-offs plaatste AZ zich via de competitie wel weer voor de voorrondes van de UEFA Europa Conference League na een enigszins teleurstellende vijfde plaats dat seizoen. Het seizoen 2022/23 begon vroeg voor AZ, waarin het in drie voorrondes via FK Tuzla City, Dundee United en Gil Vicente de groepsfase van de Conference League bereikte. In de competitie startte AZ ook goed en stond het zelfs even bovenaan, maar een echte titelrace zat er niet in voor de Alkmaarders. Europees bleek de club succesvoller: de onder 19 won als eerste Nederlandse ploeg de UEFA Youth League door in de finale Hajduk Split met 5-0 te verslaan, en het eerste team versloeg in de knock-outfase Lazio en Anderlecht waardoor het voor het eerst sinds 2005 de halve finale van een Europees toernooi bereikte. Daarin was West Ham United de tegenstander. De wedstrijden van de halve finale gingen verloren, waarnaar er bij de verloren thuiswedstrijd supporters van AZ zich agressief gedroegen tegen fanatieke West Ham-supporters die hadden plaatsgenomen in een vak waar eigenlijk alleen familie van West Ham-spelers thuishoorde (nadat West Ham-supporters tijdens de wedstrijd in Londen al een tribune hadden aangevallen met daarop jeugdspelers van AZ en familieleden van de selectie). De ME moest er aan te pas om de partijen uit elkaar te drijven. AZ eindigde dat seizoen op de vierde plaats in de Eredivisie. In het daaropvolgende seizoen 2023/24 had AZ het lastig, het werd in de groepsfase van de UEFA Conference League al uitgeschakeld. Nadat in de beker tegen de amateurs van Quick Boys pas na strafschoppen werd gewonnen, ontsloeg AZ trainer Pascal Jansen op 17 januari 2024.

#### Periode onder Maarten Martens
Zijn opvolger was Maarten Martens, die als speler van AZ meerdere successen met de club wist te behalen. Hij loodste AZ naar een vierde plaats in de competitie waarmee hij kwalificatie voor de Europa League afdwong. In 2025 bereikte AZ de finale van de KNVB Beker. Deze werd, na strafschoppen, verloren van Go Ahead Eagles. Op 9 mei 2025 verlengde AZ de contracten van Martens en zijn assistenten tot de zomer van 2028.

## Erelijst
| Nationaal                |    |                        |
| Eredivisie               | 2× | 1981, 2009             |
| KNVB Beker               | 4× | 1978, 1981, 1982, 2013 |
| Johan Cruijff Schaal     | 1× | 2009                   |
| Eerste divisie           | 2× | 1996, 1998             |
| Vriendschappelijk        |    |                        |
| Amsterdam 700 Tournament | 3× | 1977, 1979, 1982       |
| Brugse Metten            | 2× | 1978, 2023             |
| Maritiem Toernooi        | 3× | 1989, 1990, 1997       |
| Overig                   |    |                        |
| Fair Play-prijs          | 3× | 2004, 2005, 2007       |
| Rinus Michels Award      | 2× | 2015, 2016             |
| VVCS Veldencompetitie    | 1× | 2013                   |

## Sponsoring
In het voetbal zijn verschillende vormen van sponsoring mogelijk. Enkele voorbeelden hiervan zijn naamgeving van het stadion, betaling voor reclameborden langs het veld, kledingsponsoring en shirtsponsoring. De laatste twee zijn de meest zichtbare vormen van sponsoring en zijn daarmee erg belangrijk voor een club.

### Shirtsponsor
Tot 1982 waren reclame-uitingen op wedstrijdkleding in het voetbal niet toegestaan. Enkel het logo van de kledingleverancier prijkte het shirt. Maar met ingang van seizoen 1982/83 deed shirtsponsoring in het betaalde voetbal in Nederland zijn intrede. AZ startte dat seizoen met de naam van het elektronicaconcern Sony op de borst. Vanaf dat seizoen hebben de volgende shirtsponsors op het AZ-shirt gestaan:
- 1982-1986 Sony
- 1986-1988 Electrolux
- 1988-1989 Swingbo
- 1989-1990 Reebok
- 1990-2002 Frisia
- 2002-2004 Actus Notarissen
- 2004-2005 Frisia
- 2005-2009 DSB
- 2010 0000 BUKO
- 2010-2022 AFAS Software
- 2022-2025 Kansino
- 2025-2030 AFAS Software

In seizoen 2007/08 werd de thuiswedstrijd tegen Ajax gespeeld met jaap.nl op de borst. In het seizoen 2009/10, toen AZ nog geen shirtsponsor had na het faillissement van DSB, werd eveneens tegen Ajax door beide partijen in een shirt met Giro 555 op de borst gespeeld om aandacht te vragen voor de aardbeving in Haïti die twee weken eerder plaatsvond. Vanaf het faillissement van DSB op 19 oktober 2009 tot 7 februari 2010 heeft AZ zonder shirtsponsor gespeeld. Vanaf die datum werd BUKO voor de rest van het seizoen shirtsponsor van AZ. Ook aan het begin van seizoen 2010/11 werd er zonder shirtsponsor gespeeld. Voorafgaand aan de aankondiging dat AFAS Software de nieuwe hoofdsponsor van AZ werd, werd in de eerste competitieronde tegen NAC Breda op 8 augustus nog met een groot vraagteken op de borst gespeeld. Vanaf de tweede competitieronde, tegen FC Groningen, sierde AFAS Software het shirt van AZ. Het contract met AFAS Software werd in 2016 verlengd tot 2022. In 2022 werd online casino Kansino de shirtsponsor. Nieuwe regelgeving bepaalde dat gokbedrijven vanaf 2025 niet meer werden toegestaan als sponsor. In april 2025 werd bekend dat AFAS in de periode 2025-2030 wederom shirtsponsor wordt.

### Kledingsponsor
De kledingleverancier is heden ten dage een van de belangrijkste sponsors in het voetbal. Ook bij AZ neemt de kledingsponsor een belangrijke plaats in. Kledingsponsoring deed in de jaren 70 in het Nederlands profvoetbal zijn intrede. Vanaf 1977 zijn de volgende merken kledingsponsor van AZ geweest:
- 1977-1986 Adidas
- 1986-1989 Lotto
- 1989-1990 Reebok
- 1990-1993 Hi-Tec Sports
- 1993-1998 Hummel
- 1998-1999 Kappa
- 1999-2001 geen
- 2001-2006 Umbro
- 2006-2008 Quick
- 2008-2009 Canterbury of New Zealand
- 2009-2011 Quick
- 2011-2015 Macron
- 2015-2020 Under Armour
- 2020-2025 Nike

## Organisatie
| Functie                 | Naam                    | Sinds                   |
| Raad van Commissarissen | Raad van Commissarissen | Raad van Commissarissen |
| ----------------------- | ----------------------- | ----------------------- |
| President-Commissaris   | René Neelissen          | 2010                    |
| Commissarissen          | Jolanda van de Kamer    | 2019                    |
| Commissarissen          | Ruud de Langen          |                         |
| Commissarissen          | Pieter Polman           | 2019                    |
| Directie                |                         |                         |
| Algemeen directeur      | Merijn Zeeman           | 2024                    |
| Technisch directeur     | Max Huiberts            | 2016                    |
| Commercieel directeur   | Michael Koster          | 2014                    |

Laatste update: 12 maart 2025

## Clubcultuur

### Rivaliteit

#### Rivaliteit met Ajax
Ajax is binnen de provincie Noord-Holland de rivaal van AZ. De eerste ontmoeting tussen beide clubs vond plaats in de jaren 60 van de 20e eeuw, maar de echte rivaliteit nam pas toe in de 21e eeuw en werd sterker toen AZ zich in 2009 tot landskampioen kroonde. AZ daagde daarmee de gevestigde orde uit. Sindsdien heeft de Noord-Hollandse derby zijn status als een belangrijke confrontatie in het Nederlandse voetbalseizoen behouden, vaak met hoge inzet en impact op de competitie.

## Eerste elftal

### Selectie
| Nr.           | Naam                    | Sinds      | Contract   | Vorige club             |
| Doelmannen    | Doelmannen              | Doelmannen | Doelmannen | Doelmannen              |
| ------------- | ----------------------- | ---------- | ---------- | ----------------------- |
| 1             | Rome-Jayden Owusu-Oduro | 2023       | 2030       | Eigen jeugd             |
| 12            | Hobie Verhulst          | 2020       | 2028       | Go Ahead Eagles         |
| 31            | Daniël Deen             | 2024       | 2027       | Eigen jeugd             |
| 41            | Jeroen Zoet             | 2024       | 2027       | Spezia                  |
| Verdedigers   |                         |            |            |                         |
| 3             | Wouter Goes             | 2023       | 2028       | Eigen jeugd             |
| 4             | Maxim Dekker            | 2022       | 2029       | Eigen jeugd             |
| 5             | Alexandre Penetra       | 2023       | 2028       | Famalicão               |
| 15            | Mateo Chávez            | 2025       | 2030       | Chivas Guadalajara      |
| 16            | Seiya Maikuma           | 2024       | 2028       | Cerezo Osaka            |
| 22            | Elijah Dijkstra         | 2025       | 2029       | Eigen jeugd             |
| 30            | Denso Kasius            | 2023       | 2027       | Bologna FC              |
| 34            | Mees de Wit             | 2022       | 2029       | PEC Zwolle              |
| 52            | Billy van Duijl         | 2025       | 2029       | Eigen jeugd             |
| Middenvelders |                         |            |            |                         |
| 6             | Peer Koopmeiners        | 2021       | 2028       | Almere City FC huur     |
| 8             | Jordy Clasie            | 2019       | 2028       | Southampton             |
| 10            | Sven Mijnans            | 2023       | 2028       | Sparta Rotterdam        |
| 21            | Dave Kwakman            | 2024       | 2028       | FC Groningen huur       |
| 26            | Kees Smit               | 2024       | 2028       | Eigen jeugd             |
| 28            | Zico Buurmeester        | 2022       | 2028       | PEC Zwolle huur         |
| Aanvallers    |                         |            |            |                         |
| 9             | Troy Parrott            | 2024       | 2029       | Tottenham Hotspur       |
| 11            | Ibrahim Sadiq           | 2023       | 2028       | BK Häcken               |
| 17            | Isak Jensen             | 2025       | 2030       | Viborg FF               |
| 19            | Myron van Brederode     | 2022       | 2027       | Fortuna Düsseldorf huur |
| 25            | Lequincio Zeefuik       | 2024       | 2029       | OH Leuven huur          |
| 27            | Ro-Zangelo Daal         | 2024       | 2030       | Eigen jeugd             |
| 35            | Mexx Meerdink           | 2023       | 2030       | Vitesse huur            |

Laatste update: 14 augustus 2025

### Staf
| Naam                 | Functie              | Sinds           | Contract        | Vorige club     |
| Technische staf      | Technische staf      | Technische staf | Technische staf | Technische staf |
| -------------------- | -------------------- | --------------- | --------------- | --------------- |
| Maarten Martens      | Hoofdtrainer         | 2024            | 2028            | Jong AZ         |
| Robert Franssen      | Assistent-trainers   | 2020            | 2028            | Jong AZ         |
| Kenneth Goudmijn     | Assistent-trainers   | 2021            | 2028            | Jong AZ         |
| Jan Sierksma         | Assistent-trainers   | 2024            | 2028            | Jong AZ         |
| Maarten Stekelenburg | Assistent-trainers   | 2025            |                 |                 |
| Nick van Aart        | Keeperstrainer       | 2011            |                 |                 |
| Medische staf        |                      |                 |                 |                 |
| Ingrid Paul          | Hoofd Medische Staf  | 2021            |                 |                 |
| Niels Kok            | Inspanningsfysioloog | 2015            |                 | Jong AZ         |
| Martin Cruijff       | Fysiotherapeuten     | 2011            |                 | FC Utrecht      |
| Dennis Houtenbos     | Fysiotherapeuten     |                 |                 |                 |
| Patrick Lagendijk    | Fysiotherapeuten     |                 |                 |                 |
| Frank Renzenbrink    | Fysiotherapeuten     | 2017            |                 | De Graafschap   |
| Overige staf         |                      |                 |                 |                 |
| Ari Menmi            | Teammanager          | 2010            |                 |                 |
| Kees Verver          | Videoanalist         | 2006            |                 |                 |
| Wiebe Nelissen       | Persvoorlichter      | 2021            |                 |                 |
| Melvin Reemnet       | Materiaalman         |                 |                 |                 |
| Paul Reus            | Materiaalman         |                 |                 |                 |

Laatste update: 15 juli 2025

## Overige elftallen

### Opleiding
De AZ Jeugdopleiding is de regionale jeugdopleiding (RJO) van de voetbalclubs AZ. De thuishaven van de AZ Jeugdopleiding is het AFAS trainingscomplex op de Kalverhoek, waar jeugdteams trainen en hun thuiswedstrijden afwerken.
Door de jaren heen heeft de jeugdopleiding van AZ veel bekende spelers voortgebracht. Enkelen hiervan zijn: Phillip Cocu, Khalid Boulahrouz, Ron Vlaar en Jeremain Lens, die allen het Nederlands Elftal haalden. De AZ Jeugdopleiding is met 4 sterren en 5744 punten de beste door de KNVB beoordeelde jeugdopleiding in Nederland. In 2015 en 2016 heeft dat geleid tot het behalen van de
Rinus Michels Award, als beste Jeugdopleiding van het Nederlandse profvoetbal. In het seizoen 2022/23 mocht de jeugdopleiding weer een kroon zetten op het werk van de afgelopen jaren door als eerste Nederlandse club de prestigieuze UEFA Youth League, de Champions League voor jeugdteams, te winnen. In die campagne werden onder andere FC Barcelona en Real Madrid verslagen.

#### Jong AZ
In 2006 won Jong AZ het landskampioenschap voor beloftenteams. Sinds 2016 komt het tweede elftal van de Alkmaarse club uit in de voetbalpiramide. Na het kampioenschap in de Tweede divisie speelt het sinds 2017 in de Eerste Divisie.

### Vrouwen
In 2007 werd de Eredivisie voor vrouwen opgericht waarin zes betaaldvoetbal organisaties (BVO's) zouden gaan strijden om het landskampioenschap voor vrouwen. AZ was een van de zes BVO's die aan deze eerste jaargang deelnamen. Dit resulteerde meteen in het landskampioenschap, gevolgd door deelname aan Europees voetbal in de voorronde van de UEFA Women's Cup, waar AZ op doelsaldo net het hoofdtoernooi misliep. In de twee daaropvolgende jaren werd eveneens het kampioenschap behaald en speelde AZ tweemaal in het hoofdtoernooi van de nieuwe UEFA Women's Champions League. In 2010 werd tegen bekerwinnaar FC Utrecht na verlenging met 3–1 verloren in de strijd om de supercup, waaraan AZ voor het eerst deelnam. Op 23 februari 2011 maakte AZ bekend met ingang van het seizoen 2011/12 na vier jaar te stoppen met vrouwenvoetbal vanwege financiële redenen. De KNVB Bekerfinale van 21 mei 2011 was de laatste wedstrijd voor de AZ Vrouwen. Hierin werd met 2-0 van sc Heerenveen gewonnen, waardoor ook de KNVB Beker aan de prijzenkast toegevoegd kon worden.

#### Herintrede
Vanaf het seizoen 2023/24 zal AZ terugkeren in het vrouwenvoetbal. Het team zal de plaats van VV Alkmaar innemen in de Vrouwen Eredivisie.

## Resultaten

### Eindklasseringen
- 1968 2e
Eerste divisie
- 1969 15e
Eredivisie
- 1970 12e
Eredivisie
- 1971 17e
Eredivisie
- 1972 2e
Eerste divisie
- 1973 15e
Eredivisie
- 1974 7e
Eredivisie
- 1975 5e
Eredivisie
- 1976 5e
Eredivisie
- 1977 3e
Eredivisie
- 1978 3e
Eredivisie
- 1979 3e
Eredivisie
- 1980 2e
Eredivisie
- 1981 1e
Eredivisie
- 1982 3e
Eredivisie
- 1983 11e
Eredivisie
- 1984 6e
Eredivisie
- 1985 13e
Eredivisie
- 1986 9e
Eredivisie
- 1987 15e
Eredivisie
- 1988 16e
Eredivisie
- 1989 5e
Eerste divisie
- 1990 12e
Eerste divisie
- 1991 4e
Eerste divisie
- 1992 13e
Eerste divisie
- 1993 10e
Eerste divisie
- 1994 3e
Eerste divisie
- 1995 5e
Eerste divisie
- 1996 1e
Eerste divisie
- 1997 18e
Eredivisie
- 1998 1e
Eerste divisie
- 1999 9e
Eredivisie
- 2000 7e
Eredivisie
- 2001 13e
Eredivisie
- 2002 10e
Eredivisie
- 2003 10e
Eredivisie
- 2004 5e
Eredivisie
- 2005 3e
Eredivisie
- 2006 2e (4e)
Eredivisie
- 2007 3e
Eredivisie
- 2008 11e
Eredivisie
- 2009 1e
Eredivisie
- 2010 5e
Eredivisie
- 2011 4e
Eredivisie
- 2012 4e
Eredivisie
- 2013 10e
Eredivisie
- 2014 8e (6e)
Eredivisie
- 2015 3e
Eredivisie
- 2016 4e
Eredivisie
- 2017 6e
Eredivisie
- 2018 3e
Eredivisie
- 2019 4e
Eredivisie
- 2020 2e
Eredivisie
- 2021 3e
Eredivisie
- 2022 5e
Eredivisie
- 2023 4e
Eredivisie
- 2024 4e
Eredivisie
- 2025 5e
Eredivisie

In elke staaf van de grafiek staat van boven naar beneden vermeld: 
- Eindnotering

Dit is de positie die de club heeft bereikt in de competitie, zonder eventuele beslissings-, play-off- of nacompetitiewedstrijden die nodig zijn geweest om bijvoorbeeld de kampioen van de competitie te bepalen.
Indien een * achter het getal staat is de notering een tussenstand en kan het zijn dat de notering niet overeenkomt met de uiteindelijke eindstand van de competitie.
Staat er een - dan is het seizoen nog bezig en is er geen definitieve uitslag bekend.
Staat er xx op de positie van de notering, dan heeft de club vroegtijdig de competitie verlaten. Dit kan onder andere komen door terugtrekking van het team, faillissement van de club of door een uitgedeelde straf van de KNVB. In veel gevallen staat elders in het artikel de reden vermeld.
Staat er een ? dan is het resultaat uit het verleden onbekend, en is alleen de competitie of het niveau bekend van dat seizoen.
In de seizoenen 2019/20 en 2020/21 werd wegens de coronacrisis het amateurvoetbal afgebroken. Daardoor kennen deze staven geen eindklassering (middels -- weergegeven).
- Competitieniveau en afdelingsletter of Officiële eindstand Eredivisie
  - Competitieniveau en afdelingsletter

Hierbij geeft het getal het niveau weer, dat ook terug te vinden is in de legenda. De letter is de afdelingsaanduiding en wordt gebruikt wanneer er meer afdelingen zijn op hetzelfde niveau. De afdelingsletter is altijd een hoofdletter en wordt meestal zonder nummer gebruikt.
Voorbeeld: 2F is niveau 2e klasse competitie F.
Het competitieniveau en nummer wordt niet vermeld wanneer er slechts één competitie van dit niveau was.
  - Officiële eindstand Eredivisie (getal staat tussen haakjes vermeld)

Sinds de introductie van play-offwedstrijden voor Europees voetbal na afloop van de reguliere competitie in 2005/06, is de KNVB verplicht een eindstand van de Eredivisie door te geven aan de UEFA aan de hand van deze play-offwedstrijden.
Bij deze eindstand staan clubs die zich hebben gekwalificeerd voor Europees voetbal hoger dan clubs die zich niet wisten te kwalificeren. Indien er geen verschil was tussen de eindnotering en de officiële eindstand, staat dit getal niet vermeld.

- Onderafdeling

Hier staat afgekort de naam van de onderafdeling indien de club in dat jaar in een onderafdeling uitkwam. Tevens staat deze afkorting in de legenda en wordt gelinkt naar het artikel over deze onderafdeling. Deze afkorting wordt alleen vermeld wanneer de club in het verleden in verschillende onderafdelingen heeft gespeeld. Deze vermelding is in de staaf altijd in kleine letters. Deze onderafdelingen zijn na het seizoen 1995/96 afgeschaft. Heeft de club in slechts één onderafdeling gespeeld, dan is dit alleen terug te vinden in de legenda.
Onder de staaf staat het jaartal vermeld waarin het seizoen is afgesloten. 15 verwijst naar het seizoen 2014/15 of eventueel het seizoen 1914/15.
Wanneer een staaf leeg is, zijn deze gegevens niet bekend. Het kan ook zijn dat de club dat seizoen niet heeft meegespeeld op het hogere amateurniveau, vroegtijdig de competitie heeft verlaten of uit de competitie is gezet.

In het seizoen 1944/45 was er wegens de Tweede Wereldoorlog geen regulier competitievoetbal.
- Eredivisie
- Eerste divisie

- 1967 - 1986: AZ '67
- 1986 - heden: AZ

### Seizoenen
| Seizoen | Competitie | Competitie | Competitie | Competitie | Competitie | Competitie | Competitie | Competitie | Competitie | Play-offs | Play-offs | Europees | Europees | KNVB Beker | Johan Cruijff Schaal |
| Seizoen | Competitie | Gs | W | G | V | + | - | Pt | Pos | Type | Resultaat | Toernooi | Resultaat | KNVB Beker | Johan Cruijff Schaal |
| --- | --- | --- | --- | --- | --- | --- | --- | --- | --- | --- | --- | --- | --- | --- | --- |
| 1967/68 | Eerste divisie | 36 | 18 | 14 | 4 | 57 | 22 | 50 | 2 | | | | | Groepsfase | |
| 1968/69 | Eredivisie | 34 | 5 | 13 | 16 | 27 | 53 | 23 | 15 | | | | | 2e ronde | |
| 1969/70 | Eredivisie | 34 | 8 | 12 | 14 | 31 | 48 | 28 | 12 | | | | | Kwartfinale | |
| 1970/71 | Eredivisie | 34 | 3 | 9 | 22 | 24 | 76 | 15 | 17 | | | | | 2e ronde | |
| 1971/72 | Eerste Divisie | 40 | 22 | 11 | 7 | 68 | 31 | 55 | 2 | | | | | 1e ronde | |
| 1972/73 | Eredivisie | 34 | 8 | 9 | 17 | 32 | 58 | 25 | 15 | | | | | Halve finale | |
| 1973/74 | Eredivisie | 34 | 10 | 13 | 11 | 37 | 39 | 33 | 7 | | | | | Kwartfinale | |
| 1974/75 | Eredivisie | 34 | 14 | 12 | 8 | 50 | 32 | 40 | 5 | Play-offs UEFA Cup | 3e in veld van 4 | Intertoto Cup | 3e in groep van 4 | Kwartfinale | |
| 1975/76 | Eredivisie | 34 | 15 | 9 | 10 | 46 | 39 | 39 | 5 | | | | | Kwartfinale | |
| 1976/77 | Eredivisie | 34 | 19 | 8 | 7 | 75 | 29 | 46 | 3 | | | | | Halve finale | |
| 1977/78 | Eredivisie | 34 | 19 | 9 | 6 | 75 | 30 | 47 | 3 | | | UEFA Cup | Laatste 32 | Winnaar | |
| 1978/79 | Eredivisie | 34 | 19 | 7 | 8 | 84 | 43 | 45 | 4 | | | Europacup II | Laatste 32 | Kwartfinale | |
| 1979/80 | Eredivisie | 34 | 20 | 7 | 7 | 77 | 36 | 47 | 2 | | | | | Kwartfinale | |
| 1980/81 | Eredivisie | 34 | 27 | 6 | 1 | 101 | 30 | 60 | 1 | | | UEFA Cup | Verliezend finalist | Winnaar | |
| 1981/82 | Eredivisie | 34 | 21 | 5 | 8 | 74 | 40 | 47 | 3 | | | Europacup I | Laatste 16 | Winnaar | |
| 1982/83 | Eredivisie | 34 | 11 | 8 | 15 | 49 | 40 | 30 | 11 | | | Europacup II | Laatste 16 | 2e ronde | |
| 1983/84 | Eredivisie | 34 | 14 | 9 | 11 | 64 | 50 | 37 | 6 | | | | | Kwartfinale | |
| 1984/85 | Eredivisie | 34 | 8 | 14 | 12 | 59 | 70 | 30 | 13 | | | | | 1e ronde | |
| 1985/86 | Eredivisie | 34 | 11 | 12 | 11 | 40 | 55 | 34 | 9 | | | | | 2e ronde | |
| 1986/87 | Eredivisie | 34 | 7 | 13 | 14 | 31 | 57 | 27 | 15 | | | | | 2e ronde | |
| 1987/88 | Eredivisie | 34 | 9 | 10 | 15 | 44 | 64 | 28 | 16 | | | Intertoto Cup | 4e in groep van 4 | 1e ronde | |
| 1988/89 | Eerste Divisie | 36 | 19 | 9 | 8 | 80 | 42 | 47 | 5 | | | | | Kwartfinale | |
| 1989/90 | Eerste Divisie | 36 | 12 | 9 | 15 | 48 | 46 | 33 | 12 | | | | | 1e ronde | |
| 1990/91 | Eerste Divisie | 38 | 15 | 15 | 8 | 56 | 38 | 45 | 4 | Nacompetitie | 3e in groep van 3 | | | 1e ronde | |
| 1991/92 | Eerste Divisie | 38 | 14 | 11 | 13 | 55 | 40 | 39 | 13 | | | | | 2e ronde | |
| 1992/93 | Eerste Divisie | 34 | 11 | 10 | 13 | 54 | 52 | 32 | 10 | | | | | 3e ronde | |
| 1993/94 | Eerste Divisie | 34 | 16 | 10 | 8 | 60 | 31 | 42 | 3 | Nacompetitie | 4e in groep van 4 | | | Laatste 16 | |
| 1994/95 | Eerste Divisie | 34 | 16 | 7 | 11 | 59 | 40 | 39 | 5 | Nacompetitie | 4e in groep van 4 | | | Laatste 16 | |
| 1995/96 | Eerste Divisie | 34 | 21 | 10 | 3 | 64 | 26 | 73 | 1 | | | | | Laatste 16 | |
| 1996/97 | Eredivisie | 34 | 6 | 7 | 21 | 27 | 52 | 25 | 18 | | | | | Kwartfinale | |
| 1997/98 | Eerste Divisie | 34 | 21 | 9 | 4 | 81 | 31 | 72 | 1 | | | | | 2e ronde | |
| 1998/99 | Eredivisie | 34 | 12 | 12 | 10 | 52 | 60 | 48 | 9 | | | | | Laatste 16 | |
| 1999/00 | Eredivisie | 34 | 17 | 4 | 13 | 69 | 59 | 55 | 7 | | | | | Halve finale | |
| 2000/01 | Eredivisie | 34 | 9 | 8 | 17 | 45 | 63 | 35 | 13 | | | | | Kwartfinale | |
| 2001/02 | Eredivisie | 34 | 12 | 7 | 15 | 43 | 45 | 43 | 10 | | | | | 2e ronde | |
| 2002/03 | Eredivisie | 34 | 12 | 8 | 14 | 50 | 69 | 44 | 10 | | | | | 2e ronde | |
| 2003/04 | Eredivisie | 34 | 17 | 6 | 11 | 65 | 42 | 57 | 5 | | | | | 2e ronde | |
| 2004/05 | Eredivisie | 34 | 19 | 7 | 8 | 71 | 41 | 64 | 3 | | | UEFA Cup | Halve finale | Laatste 16 | |
| 2005/06 | Eredivisie | 34 | 23 | 5 | 6 | 78 | 32 | 74 | 2 | Play-offs Champions League | 3e in veld van 4 | UEFA Cup | Laatste 32 | Halve finale | |
| 2006/07 | Eredivisie | 34 | 21 | 9 | 4 | 83 | 31 | 72 | 3 | Play-offs Champions League | Verliezend finalist | UEFA Cup | Kwartfinale | Verliezend finalist | |
| 2007/08 | Eredivisie | 34 | 11 | 10 | 13 | 48 | 53 | 43 | 11 | | | UEFA Cup | Groepsfase | 2e ronde | |
| 2008/09 | Eredivisie | 34 | 25 | 5 | 4 | 66 | 22 | 80 | 1 | | | | | Kwartfinale | |
| 2009/10 | Eredivisie | 34 | 19 | 5 | 10 | 64 | 34 | 62 | 5 | | | UEFA Champions League | Groepsfase | Laatste 16 | Winnaar |
| 2010/11 | Eredivisie | 34 | 17 | 8 | 9 | 55 | 44 | 59 | 4 | | | UEFA Europa League | Groepsfase | Laatste 16 | |
| 2011/12 | Eredivisie | 34 | 19 | 8 | 7 | 64 | 35 | 65 | 4 | | | UEFA Europa League | Kwartfinale | Halve finale | |
| 2012/13 | Eredivisie | 34 | 10 | 9 | 15 | 56 | 54 | 39 | 10 | | | UEFA Europa League | Voorronde | Winnaar | |
| 2013/14 | Eredivisie | 34 | 13 | 8 | 13 | 54 | 50 | 47 | 8 | Play-offs Europa League | Verliezend finalist | UEFA Europa League | Kwartfinale | Halve finale | Verliezend finalist |
| 2014/15 | Eredivisie | 34 | 19 | 5 | 10 | 63 | 56 | 62 | 3 | | | | | Kwartfinale | |
| 2015/16 | Eredivisie | 34 | 18 | 5 | 11 | 70 | 53 | 59 | 4 | | | UEFA Europa League | Groepsfase | Halve finale | |
| 2016/17 | Eredivisie | 34 | 12 | 13 | 9 | 56 | 52 | 49 | 6 | Play-offs Europa League | Verliezend finalist | UEFA Europa League | Laatste 32 | Verliezend finalist | |
| 2017/18 | Eredivisie | 34 | 22 | 5 | 7 | 72 | 38 | 71 | 3 | | | | | Verliezend finalist | |
| 2018/19 | Eredivisie | 34 | 17 | 7 | 10 | 64 | 43 | 58 | 4 | | | UEFA Europa League | Voorronde | Halve finale | |
| 2019/20 | Eredivisie | 25 | 18 | 2 | 5 | 54 | 17 | 56 | 2 | | | UEFA Europa League | Laatste 32 | Kwartfinale | |
| 2020/21 | Eredivisie | 34 | 21 | 8 | 5 | 75 | 41 | 71 | 3 | | | UEFA Europa League | Groepsfase | Laatste 16 | |
| 2021/22 | Eredivisie | 34 | 18 | 7 | 9 | 64 | 44 | 61 | 5 | Play-offs Conference League | Winnaar | UEFA Conference League | Laatste 16 | Halve finale | |
| 2022/23 | Eredivisie | 34 | 20 | 7 | 7 | 68 | 35 | 67 | 4 | | | UEFA Conference League | Halve finale | Laatste 16 | |
| 2023/24 | Eredivisie | 34 | 19 | 8 | 7 | 70 | 39 | 65 | 4 | | | UEFA Conference League | Groepsfase | Kwartfinale | |
| 2024/25 | Eredivisie | 34 | 16 | 9 | 9 | 58 | 37 | 57 | 5 | Play-offs Conference League | Winnaar | UEFA Europa League | Laatste 16 | Verliezend finalist | |
| | | | | | | | | | | | | | | | |
| ■ Landskampioen, geplaatst voor Europacup I/Champions League (voorronde) ■ Tweede voorronde Champions League toegewezen gekregen ■ Winnaar KNVB Beker, geplaatst voor Europacup II/Europa League (voorronde) ■ Direct geplaatst voor UEFA Cup/Europa League/Conference League (voorronde) ■ Via Play-offs gekwalificeerd voor UEFA Cup/Europa League/Conference League voorronde ■ Uitgeschakeld in de play-offs voor de UEFA Cup/Europa League/Conference League ■ Kampioen van de Eerste divisie en gepromoveerd | ■ Landskampioen, geplaatst voor Europacup I/Champions League (voorronde) ■ Tweede voorronde Champions League toegewezen gekregen ■ Winnaar KNVB Beker, geplaatst voor Europacup II/Europa League (voorronde) ■ Direct geplaatst voor UEFA Cup/Europa League/Conference League (voorronde) ■ Via Play-offs gekwalificeerd voor UEFA Cup/Europa League/Conference League voorronde ■ Uitgeschakeld in de play-offs voor de UEFA Cup/Europa League/Conference League ■ Kampioen van de Eerste divisie en gepromoveerd | ■ Landskampioen, geplaatst voor Europacup I/Champions League (voorronde) ■ Tweede voorronde Champions League toegewezen gekregen ■ Winnaar KNVB Beker, geplaatst voor Europacup II/Europa League (voorronde) ■ Direct geplaatst voor UEFA Cup/Europa League/Conference League (voorronde) ■ Via Play-offs gekwalificeerd voor UEFA Cup/Europa League/Conference League voorronde ■ Uitgeschakeld in de play-offs voor de UEFA Cup/Europa League/Conference League ■ Kampioen van de Eerste divisie en gepromoveerd | ■ Landskampioen, geplaatst voor Europacup I/Champions League (voorronde) ■ Tweede voorronde Champions League toegewezen gekregen ■ Winnaar KNVB Beker, geplaatst voor Europacup II/Europa League (voorronde) ■ Direct geplaatst voor UEFA Cup/Europa League/Conference League (voorronde) ■ Via Play-offs gekwalificeerd voor UEFA Cup/Europa League/Conference League voorronde ■ Uitgeschakeld in de play-offs voor de UEFA Cup/Europa League/Conference League ■ Kampioen van de Eerste divisie en gepromoveerd | ■ Landskampioen, geplaatst voor Europacup I/Champions League (voorronde) ■ Tweede voorronde Champions League toegewezen gekregen ■ Winnaar KNVB Beker, geplaatst voor Europacup II/Europa League (voorronde) ■ Direct geplaatst voor UEFA Cup/Europa League/Conference League (voorronde) ■ Via Play-offs gekwalificeerd voor UEFA Cup/Europa League/Conference League voorronde ■ Uitgeschakeld in de play-offs voor de UEFA Cup/Europa League/Conference League ■ Kampioen van de Eerste divisie en gepromoveerd | ■ Landskampioen, geplaatst voor Europacup I/Champions League (voorronde) ■ Tweede voorronde Champions League toegewezen gekregen ■ Winnaar KNVB Beker, geplaatst voor Europacup II/Europa League (voorronde) ■ Direct geplaatst voor UEFA Cup/Europa League/Conference League (voorronde) ■ Via Play-offs gekwalificeerd voor UEFA Cup/Europa League/Conference League voorronde ■ Uitgeschakeld in de play-offs voor de UEFA Cup/Europa League/Conference League ■ Kampioen van de Eerste divisie en gepromoveerd | ■ Landskampioen, geplaatst voor Europacup I/Champions League (voorronde) ■ Tweede voorronde Champions League toegewezen gekregen ■ Winnaar KNVB Beker, geplaatst voor Europacup II/Europa League (voorronde) ■ Direct geplaatst voor UEFA Cup/Europa League/Conference League (voorronde) ■ Via Play-offs gekwalificeerd voor UEFA Cup/Europa League/Conference League voorronde ■ Uitgeschakeld in de play-offs voor de UEFA Cup/Europa League/Conference League ■ Kampioen van de Eerste divisie en gepromoveerd | ■ Landskampioen, geplaatst voor Europacup I/Champions League (voorronde) ■ Tweede voorronde Champions League toegewezen gekregen ■ Winnaar KNVB Beker, geplaatst voor Europacup II/Europa League (voorronde) ■ Direct geplaatst voor UEFA Cup/Europa League/Conference League (voorronde) ■ Via Play-offs gekwalificeerd voor UEFA Cup/Europa League/Conference League voorronde ■ Uitgeschakeld in de play-offs voor de UEFA Cup/Europa League/Conference League ■ Kampioen van de Eerste divisie en gepromoveerd | ■ Landskampioen, geplaatst voor Europacup I/Champions League (voorronde) ■ Tweede voorronde Champions League toegewezen gekregen ■ Winnaar KNVB Beker, geplaatst voor Europacup II/Europa League (voorronde) ■ Direct geplaatst voor UEFA Cup/Europa League/Conference League (voorronde) ■ Via Play-offs gekwalificeerd voor UEFA Cup/Europa League/Conference League voorronde ■ Uitgeschakeld in de play-offs voor de UEFA Cup/Europa League/Conference League ■ Kampioen van de Eerste divisie en gepromoveerd | ■ Landskampioen, geplaatst voor Europacup I/Champions League (voorronde) ■ Tweede voorronde Champions League toegewezen gekregen ■ Winnaar KNVB Beker, geplaatst voor Europacup II/Europa League (voorronde) ■ Direct geplaatst voor UEFA Cup/Europa League/Conference League (voorronde) ■ Via Play-offs gekwalificeerd voor UEFA Cup/Europa League/Conference League voorronde ■ Uitgeschakeld in de play-offs voor de UEFA Cup/Europa League/Conference League ■ Kampioen van de Eerste divisie en gepromoveerd | ■ Landskampioen, geplaatst voor Europacup I/Champions League (voorronde) ■ Tweede voorronde Champions League toegewezen gekregen ■ Winnaar KNVB Beker, geplaatst voor Europacup II/Europa League (voorronde) ■ Direct geplaatst voor UEFA Cup/Europa League/Conference League (voorronde) ■ Via Play-offs gekwalificeerd voor UEFA Cup/Europa League/Conference League voorronde ■ Uitgeschakeld in de play-offs voor de UEFA Cup/Europa League/Conference League ■ Kampioen van de Eerste divisie en gepromoveerd | ■ Gepromoveerd naar de Eredivisie ■ Nacompetitie, geen promotie ■ Degradatie naar de Eerste divisie ■ Winnaar KNVB Beker/Johan Cruijff Schaal ■ Runner-up UEFA Cup/KNVB Beker/Johan Cruijff Schaal | ■ Gepromoveerd naar de Eredivisie ■ Nacompetitie, geen promotie ■ Degradatie naar de Eerste divisie ■ Winnaar KNVB Beker/Johan Cruijff Schaal ■ Runner-up UEFA Cup/KNVB Beker/Johan Cruijff Schaal | ■ Gepromoveerd naar de Eredivisie ■ Nacompetitie, geen promotie ■ Degradatie naar de Eerste divisie ■ Winnaar KNVB Beker/Johan Cruijff Schaal ■ Runner-up UEFA Cup/KNVB Beker/Johan Cruijff Schaal | ■ Gepromoveerd naar de Eredivisie ■ Nacompetitie, geen promotie ■ Degradatie naar de Eerste divisie ■ Winnaar KNVB Beker/Johan Cruijff Schaal ■ Runner-up UEFA Cup/KNVB Beker/Johan Cruijff Schaal | ■ Gepromoveerd naar de Eredivisie ■ Nacompetitie, geen promotie ■ Degradatie naar de Eerste divisie ■ Winnaar KNVB Beker/Johan Cruijff Schaal ■ Runner-up UEFA Cup/KNVB Beker/Johan Cruijff Schaal |

### Finales en Kampioenswedstrijden
| Soort wedstrijd                                                                        | Competitie                | Tegenstander    | Uitslag                  | Stadion, plaats                                      | Datum                   |
| -------------------------------------------------------------------------------------- | ------------------------- | --------------- | ------------------------ | ---------------------------------------------------- | ----------------------- |
| Finale                                                                                 | KNVB beker 1977/78        | AFC Ajax        | 1 – 0                    | Olympisch Stadion, Amsterdam                         | 5 mei 1978              |
| Kampioenswedstrijd                                                                     | Eredivisie 1980/81        | Feyenoord       | 5 – 1                    | De Kuip, Rotterdam                                   | 3 mei 1981              |
| Finale                                                                                 | UEFA Cup 1980/81          | Ipswich Town    | 0 – 3 4 – 2              | Portman Road, Ipswich Olympisch Stadion, Amsterdam   | 6 mei 1981 20 mei 1981  |
| Finale                                                                                 | KNVB beker 1980/81        | AFC Ajax        | 3 – 1                    | Olympisch Stadion, Amsterdam                         | 28 mei 1981             |
| Finale                                                                                 | KNVB beker 1981/82        | FC Utrecht      | 0 – 1 5 – 1              | Stadion Galgenwaard, Utrecht Alkmaarderhout, Alkmaar | 12 mei 1982 18 mei 1982 |
| Kampioenswedstrijd                                                                     | Eerste divisie 1995/96    | FC Den Bosch    | 0 – 0                    | Alkmaarderhout, Alkmaar                              | 27 april 1996           |
| Kampioenswedstrijd                                                                     | Eerste divisie 1997/98    | ADO Den Haag    | 1 – 1                    | Zuiderparkstadion, Den Haag                          | 26 april 1998           |
| Kampioenswedstrijd                                                                     | Eredivisie 2006/07        | Excelsior       | 2 – 3                    | Stadion Woudestein, Rotterdam                        | 29 april 2007           |
| Finale                                                                                 | KNVB beker 2006/07        | Ajax            | 1 – 1 (7 – 8 n.s.)       | De Kuip, Rotterdam                                   | 6 mei 2007              |
| Finale                                                                                 | Play-offs 2007            | Ajax            | 2 – 1 0 – 3              | DSB Stadion, Alkmaar Amsterdam ArenA, Amsterdam      | 20 mei 2007 27 mei 2007 |
| Kampioenswedstrijd*                                                                    | Eredivisie 2008/09        | Vitesse         | 1 – 2                    | DSB Stadion, Alkmaar                                 | 18 april 2009           |
| Finale                                                                                 | Johan Cruijff Schaal 2009 | sc Heerenveen   | 5 – 1                    | Amsterdam ArenA, Amsterdam                           | 25 juli 2009            |
| Finale                                                                                 | KNVB beker 2012/13        | PSV             | 2 – 1                    | De Kuip, Rotterdam                                   | 9 mei 2013              |
| Finale                                                                                 | Johan Cruijff Schaal 2013 | Ajax            | 2 – 3 (n.v.)             | Amsterdam ArenA, Amsterdam                           | 27 juli 2013            |
| Finale                                                                                 | Play-offs 2014            | FC Groningen    | 0 – 0 0 – 3              | AFAS Stadion, Alkmaar Euroborg, Groningen            | 15 mei 2014 18 mei 2014 |
| Finale                                                                                 | KNVB beker 2016/17        | Vitesse         | 0 – 2                    | De Kuip, Rotterdam                                   | 30 april 2017           |
| Finale                                                                                 | Play-offs 2017            | FC Utrecht      | 3 – 0 0 – 3 (3 – 4 n.s.) | AFAS Stadion, Alkmaar Stadion Galgenwaard, Utrecht   | 25 mei 2017 28 mei 2017 |
| Finale                                                                                 | KNVB beker 2017/18        | Feyenoord       | 0 – 3                    | De Kuip, Rotterdam                                   | 22 april 2018           |
| Finale                                                                                 | Play-offs 2022            | Vitesse         | 1 – 2 6 – 1              | GelreDome, Arnhem AFAS Stadion, Alkmaar              | 26 mei 2022 29 mei 2022 |
| Finale                                                                                 | KNVB beker 2024/25        | Go Ahead Eagles | 1 – 1 (2 – 4 n.s.)       | De Kuip, Rotterdam                                   | 21 april 2025           |
| Finale                                                                                 | Play-offs 2025            | FC Twente       | 3-2                      | AFAS Stadion, Alkmaar                                | 25 mei 2025             |
| * Door de 6 – 2 nederlaag van Ajax bij PSV werd AZ een dag later alsnog landskampioen. |                           |                 |                          |                                                      |                         |

### De kampioensploegen van 1981 en 2009
|  |  | 1980/81: Ype Anema Peter Arntz Chris van den Dungen Fred Filippo Jan Gaasbeek Hugo Hovenkamp Jos Jonker Kees Kist Hans de Koning Richard van der Meer John Metgod Kristen Nygaard Jan Peters Hans Reijnders Henk van Rijnsoever Ronald Spelbos Ricky Talan Pier Tol Eddy Treijtel Ronald Weijsters Kurt Welzl Trainer/coach: Georg Kessler |  |  | W/D: 1/0 32/3 5/0 2/0 1/0 30/3 31/8 21/11 3/0 29/1 34/3 32/14 28/9 14/0 3/1 31/4 3/0 31/20 32/0 13/0 29/20 |  |  | 2008/09: Ari Mousa Dembélé Joey Didulica Mounir El Hamdaoui Brett Holman Kew Jaliens Ragnar Klavan Milano Koenders Jeremain Lens Kees Luijckx Gijs Luirink Maarten Martens David Mendes da Silva Niklas Moisander Héctor Moreno Graziano Pellè Sébastien Pocognoli Simon Poulsen Sergio Romero Stijn Schaars Gill Swerts Marko Vejinović Nick van der Velden Demy de Zeeuw Trainer/coach: Louis van Gaal |  |  | W/D: 20/9 23/10 8/0 31/23 15/1 24/1 12/0 8/0 8/1 15/0 1/0 32/7 29/2 22/1 15/0 20/3 25/2 11/0 28/0 29/0 27/2 3/0 20/1 30/3 |

## Clubrecords

### Algemene records
- Vaakst ontmoet: Ajax (109×)
- Meeste toeschouwers thuis: 22.291, finale UEFA Cup 1980/81 in het Olympisch Stadion te Amsterdam

|                    | Competitie                     | Europees                        | Totaal                                                   |
| ------------------ | ------------------------------ | ------------------------------- | -------------------------------------------------------- |
| Grootste zege      | AZ - sc Heerenveen 9-1 2024/25 | AZ - Red Boys 11-1 1977/78      | AZ - Red Boys 11-1 1977/78 VV Bennekom - AZ 0-10 2006/07 |
| Grootste nederlaag | Feyenoord - AZ 8-0 1986/87     | Olympique Lyon - AZ 7-1 2016/17 | Feyenoord - AZ 8-0 1986/87                               |
| Meeste wedstrijden | Michael Buskermolen 399        | Yukinari Sugawara 50            | Michael Buskermolen 470                                  |
| Meeste doelpunten  | Kees Kist 212                  | Kees Kist 18                    | Kees Kist 259                                            |

Bijgewerkt tot en met 16 maart 2025

### Eredivisierecords
| Meeste punten: Meeste doelpunten voor: Minste doelpunten tegen: Beste doelsaldo: |  | 87, 1980/81* 101, 1980/81 22, 2008/09 +71, 1980/81 |  | Minste punten: Minste doelpunten voor: Meeste doelpunten tegen: Slechtste doelsaldo: |  | 18, 1970/71* 24, 1970/71 76, 1970/71 -52, 1970/71 |

* Herberekend naar 3 punten per overwinning

### Transferrecords

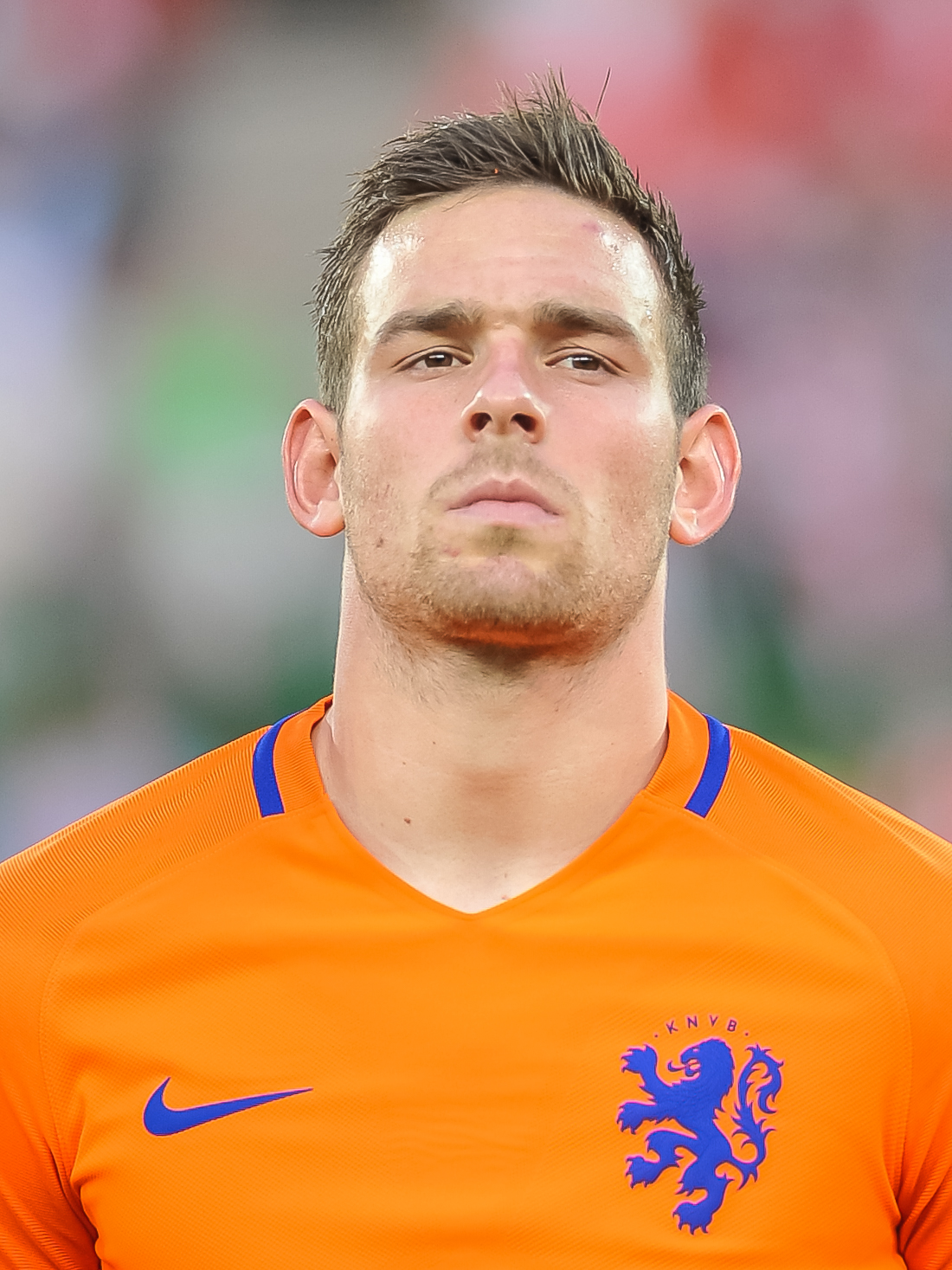
Vincent Janssen, AZ's duurst verkochte speler ooit

Omdat AZ zelf nooit uitlatingen doet over de hoogte van transferbedragen, zijn de bedragen die hier vermeld staan gebaseerd op het genoemde bedrag op de website transfermarkt.nl. 

De vermoedelijke top-vijf duurste transfers ooit zijn:
| In:                | In:        | In:     | In:     | Uit:                | Uit:                   | Uit:    | Uit:    |
| Naam               | Van        | milj. € | Seizoen | Naam                | Naar                   | milj. € | Seizoen |
| ------------------ | ---------- | ------- | ------- | ------------------- | ---------------------- | ------- | ------- |
| Mounir El Hamdaoui | Willem II  | 7       | 2007/08 | Vincent Janssen     | Tottenham Hotspur      | 22      | 2016/17 |
| Graziano Pellè     | US Lecce   | 6       | 2007/08 | Alireza Jahanbakhsh | Brighton & Hove Albion | 19      | 2018/19 |
| Mousa Dembélé      | Willem II  | 5       | 2006/07 | Tijjani Reijnders   | AC Milan               | 19      | 2022/23 |
| Ari                | Kalmar FF  | 5       | 2007/08 | Guus Til            | Spartak Moskou         | 18      | 2019/20 |
| Héctor Moreno      | UNAM Pumas | 4       | 2007/08 | Milos Kerkez        | AFC Bournemouth        | 17,87   | 2022/23 |

## AZ in Europa

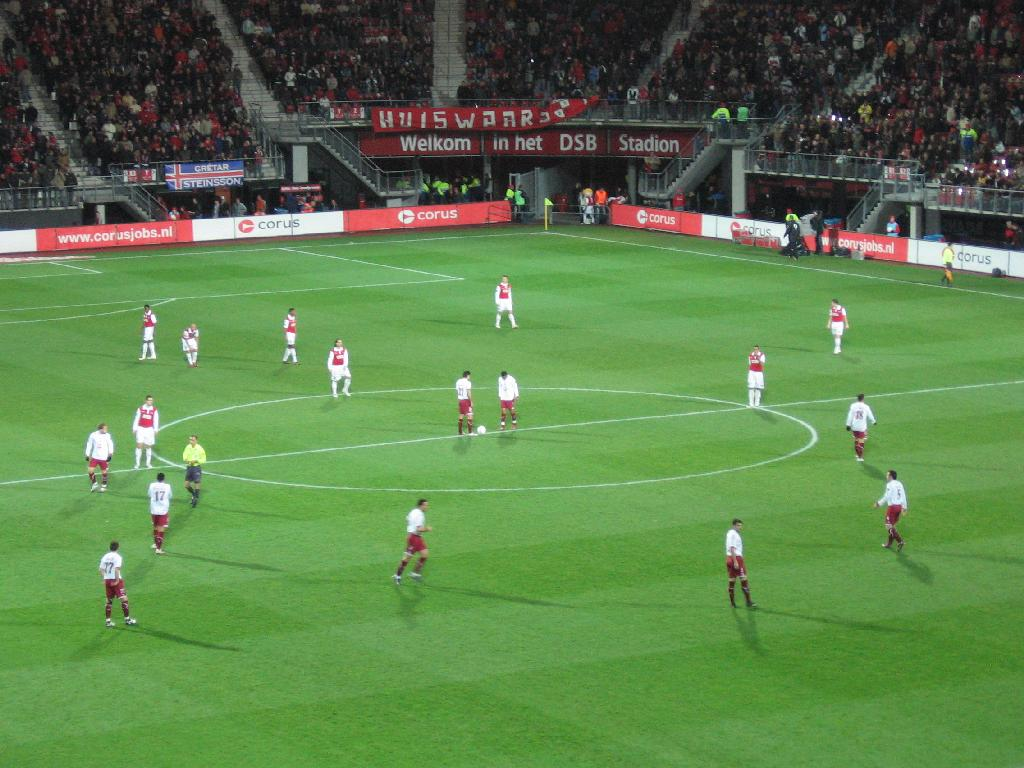
Aftrap AZ - AE Larissa in november 2007

AZ heeft zich 22 keer voor Europees voetbal gekwalificeerd. Hierin reikte het eenmaal tot de finale. In het seizoen 1980/81 verloor het de eindstrijd in de UEFA Cup over twee wedstrijden van Ipswich Town (4-5). In 2005 wist AZ door te dringen tot de halve finale van hetzelfde toernooi, waar het in de blessuretijd van de verlenging mis ging tegen Sporting Lissabon: 1-2 en 3-2. Tevens was de kwartfinale driemaal het eindstation. In 2007 trok Werder Bremen aan het langste eind, in 2012 was Valencia te sterk gebleken en in 2014 bleek Benfica een maatje te groot. In de Conference League van 2022/23 haalde AZ de halve finale, hierin was West Ham United te sterk.

### Deelname per toernooi
AZ speelt sinds 1977 in diverse Europese competities. Hieronder staan de competities en in welke seizoenen de club deelnam:
- Champions League/Europacup I (3x)

1981/82, 2009/10, 2020/21
- Europa League/UEFA Cup (17x)

1977/78, 1980/81, 2004/05, 2005/06, 2006/07, 2007/08, 2010/11, 2011/12, 2012/13, 2013/14, 2015/16, 2016/17, 2018/19, 2019/20, 2020/21, 2021/22, 2024/25
- Conference League (4x)

2021/22, 2022/23, 2023/24, 2025/26
- Europacup II (2x)

1978/79, 1982/83

### Thuis ongeslagen
AZ had tot 20 december 2007, toen het met 2-3 tegen Everton FC verloor, nog nooit een thuiswedstrijd verloren in de Europa Cup; de reeks omvatte 32 wedstrijden. Het was daarmee één wedstrijd langer ongeslagen dan Ipswich Town, dat 31 ongeslagen thuiswedstrijden in de Europa Cup heeft. De langste reeks staat op naam van Manchester United: vanaf zijn eerste wedstrijd tot aan 1996 wist het gedurende 56 wedstrijden thuis ongeslagen te blijven in Europees verband. Paris Saint-Germain wist 33 Europese thuiswedstrijden ongeslagen te blijven, eentje meer dan AZ, maar zag deze reeks eindigen in 2015.

### UEFA ranking sinds 1968
| -----* |

| 117 |

| 93 |

| 97 |

| 52 |

| 28 |

| 32 |

| 44 |

| 40 |

| 71 |

| 138 |

| -----* |

| 56 |

| 39 |

| 21 |

| 20 |

| 22 |

| 39 |

| 47 |

| 49 |

| 60 |

| 35 |

| 44 |

| 44 |

| 65 |

| 58 |

| 119 |

| 83 |

| 66 |

| 58 |

| 37** |

* Geen ranking
** Actueel seizoen, nog bezig

### Individuele prijzen
In deze lijst een overzicht van de individuele prijzen behaald door personen tijdens hun dienstverband bij AZ voor een prestatie behaald met AZ. Alleen winnaars van de betreffende prijs worden vermeld, een tweede plek die soms ook een prijs oplevert krijgt in dit overzicht geen vermelding.
| Topscorers: - Europees Topscorer (Gouden Schoen) Kees Kist (1979) - Topscorer Eredivisie Kees Kist (1979, 1980) Mounir El Hamdaoui (2009) Vincent Janssen (2016) Alireza Jahanbakhsh (2018) Vangelis Pavlidis (2024) - Topscorer Eerste Divisie John Mutsaers (1995) Piet Beets voor Alkmaar '54 (1966) |  | Juryprijzen: - Nederlands voetballer van het jaar Mounir El Hamdaoui (2009) - Voetballer van het jaar Eerste Divisie Peter Wijker (1997) - Australisch voetballer van het jaar Brett Holman (2012) - Nederlands talent van het jaar Adam Maher (2012) Vincent Janssen (2016) - Fins talent van het jaar Thomas Lam (2012) - Coach van het jaar Louis van Gaal (2009) - Coach van het jaar Nederlands profvoetbal (Rinus Michels Award) Co Adriaanse (2004) Louis van Gaal (2007, 2009) |

## Topscorers per seizoen
Een overzicht van de topscorers over alle competities vanaf het seizoen 2004/05.
| Seizoen              | Naam                 | Comp. | KNVB Beker | UEFA | Play-offs | JCS | Totaal |
| -------------------- | -------------------- | ----- | ---------- | ---- | --------- | --- | ------ |
| 2001/02              | Robin Nelisse        | 13    | 2          |      |           |     | 15     |
| 2002/03              | Kenneth Pérez        | 11    | 1          |      |           |     | 12     |
| 2002/03              | Barry van Galen      | 9     | 3          |      |           |     | 12     |
| 2003/04              | Ali El Khattabi      | 14    | 0          |      |           |     | 14     |
| 2004/05              | Kenneth Pérez        | 13    | 0          | 3    |           |     | 16     |
| 2005/06              | Sjota Arveladze      | 22    | 0          | 2    | 1         |     | 25     |
| 2006/07              | Danny Koevermans     | 22    | 2          | 4    | 0         |     | 28     |
| 2007/08              | Ari                  | 9     | 0          | 1    |           |     | 10     |
| 2008/09              | Mounir El Hamdaoui   | 23    | 1          |      |           |     | 24     |
| 2009/10              | Mounir El Hamdaoui   | 20    | 1          | 1    |           | 1   | 23     |
| 2010/11              | Kolbeinn Sigthórsson | 15    | 0          | 3    |           |     | 18     |
| 2011/12              | Jozy Altidore        | 15    | 0          | 4    |           |     | 19     |
| 2012/13              | Jozy Altidore        | 23    | 8          | 0    |           |     | 31     |
| 2013/14              | Aron Jóhannsson      | 17    | 6          | 2    | 0         | 1   | 26     |
| 2014/15              | Nemanja Gudelj       | 11    | 1          | 0    |           |     | 12     |
| 2015/16              | Vincent Janssen      | 27    | 1          | 3    |           |     | 31     |
| 2016/17              | Wout Weghorst        | 13    | 0          | 1    | 3         |     | 17     |
| 2017/18              | Alireza Jahanbakhsh  | 21    | 1          |      |           |     | 22     |
| 2018/19              | Guus Til             | 12    | 2          | 1    |           |     | 15     |
| 2019/20 (afgebroken) | Myron Boadu          | 14    | 0          | 6    |           |     | 20     |
| 2020/21              | Teun Koopmeiners     | 15    | 0          | 2    |           |     | 17     |
| 2021/22              | Vangelis Pavlidis    | 16    | 3          | 4    | 2         |     | 25     |
| 2022/23              | Vangelis Pavlidis    | 12    | 1          | 5    |           |     | 18     |
| 2023/24              | Vangelis Pavlidis    | 29    | 1          | 3    |           |     | 33     |

## Bekende (oud-)AZ'ers

### Lijst van A-internationals
Deze lijst omvat alle internationals die tijdens hun contractperiode bij AZ A-international van hun land zijn geworden.
| Land                      | Naam speler           | Debuut     | Tegenstander                  | Positie      | Wedstrijdkader    |
| ------------------------- | --------------------- | ---------- | ----------------------------- | ------------ | ----------------- |
| Nederland                 | Kees Kist             | 30-04-1975 | België                        | aanvaller    | vriendschappelijk |
| Nederland                 | Bobby Vosmaer         | 30-04-1975 | België                        | aanvaller    | vriendschappelijk |
| Nederland                 | Henk van Rijnsoever   | 30-05-1975 | Joegoslavië                   | verdediger   | vriendschappelijk |
| Nederland                 | Hugo Hovenkamp        | 09-02-1977 | Engeland                      | verdediger   | vriendschappelijk |
| Nederland                 | John Metgod           | 15-11-1978 | Duitsland-DDR                 | verdediger   | EK-kwalificatie   |
| Nederland                 | Ronald Spelbos        | 10-09-1980 | Ierland                       | verdediger   | WK-kwalificatie   |
| Nederland                 | Jos Jonker            | 11-10-1980 | Duitsland-BRD                 | middenvelder | vriendschappelijk |
| Nederland                 | Pier Tol              | 11-10-1980 | Duitsland-BRD                 | aanvaller    | vriendschappelijk |
| Nederland                 | Oscar Moens           | 13-10-1998 | Ghana                         | doelman      | vriendschappelijk |
| Nederland                 | Dries Boussatta*      | 18-11-1998 | Duitsland                     | middenvelder | vriendschappelijk |
| Denemarken                | Kenneth Perez         | 16-11-2003 | Engeland                      | middenvelder | vriendschappelijk |
| Nederland                 | Jan Kromkamp          | 18-08-2004 | Zweden                        | verdediger   | vriendschappelijk |
| België                    | Stein Huysegems       | 09-10-2004 | Spanje                        | aanvaller    | WK-kwalificatie   |
| Nederland                 | Barry van Galen       | 17-11-2004 | Andorra                       | middenvelder | WK-kwalificatie   |
| Nederland                 | Joris Mathijsen       | 17-11-2004 | Andorra                       | verdediger   | WK-kwalificatie   |
| Nederland                 | Barry Opdam           | 04-06-2005 | Roemenië                      | verdediger   | WK-kwalificatie   |
| Nederland                 | Tim de Cler           | 17-08-2005 | Duitsland                     | verdediger   | vriendschappelijk |
| Nederland                 | Ron Vlaar             | 08-10-2005 | Tsjechië                      | verdediger   | WK-kwalificatie   |
| Nederland                 | Henk Timmer           | 12-11-2005 | Italië                        | doelman      | vriendschappelijk |
| Nederland                 | Kew Jaliens           | 01-03-2006 | Ecuador                       | verdediger   | vriendschappelijk |
| Nederland                 | Martijn Meerdink      | 01-03-2006 | Ecuador                       | middenvelder | vriendschappelijk |
| Nederland                 | Stijn Schaars         | 16-08-2006 | Ierland                       | middenvelder | vriendschappelijk |
| Nederland                 | David Mendes da Silva | 07-02-2007 | Rusland                       | middenvelder | vriendschappelijk |
| België                    | Maarten Martens       | 07-02-2007 | Tsjechië                      | middenvelder | vriendschappelijk |
| Nederland                 | Danny Koevermans      | 28-03-2007 | Slovenië                      | aanvaller    | EK-kwalificatie   |
| Nederland                 | Demy de Zeeuw         | 28-03-2007 | Slovenië                      | middenvelder | EK-kwalificatie   |
| IJsland                   | Aron Gunnarsson       | 02-02-2008 | Wit-Rusland                   | middenvelder | vriendschappelijk |
| België                    | Sébastien Pocognoli   | 30-05-2008 | Italië                        | verdediger   | vriendschappelijk |
| Marokko                   | Mounir El Hamdaoui    | 11-02-2009 | Tsjechië                      | aanvaller    | vriendschappelijk |
| Argentinië                | Sergio Romero         | 09-09-2009 | Paraguay                      | doelman      | WK-kwalificatie   |
| IJsland                   | Kolbeinn Sigþórsson   | 21-03-2010 | Faeröer                       | aanvaller    | vriendschappelijk |
| Costa Rica                | Esteban Alvarado      | 11-08-2010 | Paraguay                      | doelman      | vriendschappelijk |
| Paraguay                  | Celso Ortíz           | 04-09-2010 | Japan                         | middenvelder | vriendschappelijk |
| Nederland                 | Adam Maher            | 15-08-2012 | België                        | middenvelder | vriendschappelijk |
| Nederland                 | Nick Viergever        | 15-08-2012 | België                        | verdediger   | vriendschappelijk |
| VS                        | Aron Jóhannsson       | 14-08-2013 | Bosnië en Herzegovina         | aanvaller    | vriendschappelijk |
| Servië                    | Nemanja Gudelj        | 05-03-2014 | Ierland                       | middenvelder | vriendschappelijk |
| Zweden                    | Mattias Johansson     | 01-06-2014 | België                        | verdediger   | vriendschappelijk |
| Nederland                 | Vincent Janssen       | 25-03-2016 | Frankrijk                     | aanvaller    | vriendschappelijk |
| Trinidad & Tobago         | Levi Garcia           | 25-03-2016 | St. Vincent                   | aanvaller    | WK-kwalificatie   |
| Nederland                 | Wout Weghorst         | 23-03-2018 | Engeland                      | aanvaller    | vriendschappelijk |
| Nederland                 | Guus Til              | 26-03-2018 | Portugal                      | middenvelder | vriendschappelijk |
| Marokko                   | Oussama Idrissi       | 22-03-2019 | Malawi                        | aanvaller    | AC-kwalificatie   |
| Filipijnen                | Justin Baas           | 10-09-2019 | Guam                          | middenvelder | WK-kwalificatie   |
| Griekenland               | Pantelis Hatzidiakos  | 12-10-2019 | Italië                        | verdediger   | EK-kwalificatie   |
| Nederland                 | Calvin Stengs         | 19-11-2019 | Estland                       | aanvaller    | EK-kwalificatie   |
| Nederland                 | Myron Boadu           | 19-11-2019 | Estland                       | aanvaller    | EK-kwalificatie   |
| Nederland                 | Teun Koopmeiners      | 07-10-2020 | Mexico                        | middenvelder | vriendschappelijk |
| Nederland                 | Owen Wijndal          | 07-10-2020 | Mexico                        | verdediger   | vriendschappelijk |
| Japan                     | Yukinari Sugawara     | 09-10-2020 | Kameroen                      | verdediger   | vriendschappelijk |
| Nederland                 | Marco Bizot           | 11-11-2020 | Spanje                        | doelman      | vriendschappelijk |
| Marokko                   | Zakaria Aboukhlal     | 13-11-2020 | Centraal-Afrikaanse Republiek | aanvaller    | AC-kwalificatie   |
| Noorwegen                 | Håkon Evjen           | 18-11-2020 | Oostenrijk                    | middenvelder | Nations League    |
| Suriname                  | Ramon Leeuwin         | 24-03-2021 | Kaaimaneilanden               | verdediger   | WK-kwalificatie   |
| Hongarije                 | Milos Kerkez          | 23-09-2022 | Duitsland                     | verdediger   | Nations League    |
| Bijgewerkt t/m 23-10-2022 |                       |            |                               |              |                   |

 * Dries Boussatta speelde naast drie vriendschappelijke interlands voor Nederland nog drie interlands voor Marokko.